# Pseudohaplogonaria rodmani
Pseudohaplogonaria rodmani är en plattmaskart som beskrevs av Hooge och Tyler 2007. Pseudohaplogonaria rodmani ingår i släktet Pseudohaplogonaria och familjen Haploposthiidae. Inga underarter finns listade i Catalogue of Life.